# 柄杆菌目
柄杆菌目（学名：Caulobacterales）為α-变形菌纲的一目细菌。此目的模式属为柄杆菌属(Caulobacter)。

## 下属物种
本属包括以下物种：
- 柄杆菌科 Caulobacteraceae Henrici and Johnson 1935
- 生丝单胞菌科 Hyphomonadaceae Lee et al. 2005
- 海茎状菌科 Maricaulaceae Kevbrin et al. 2020